# Hans Posegga

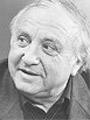
Hans Posegga

Hans Posegga (* 31. Januar 1917 in Berlin; † 19. Mai 2002 in Wien) war ein deutscher Komponist, Pianist und Dirigent. Hans Posegga wurde vornehmlich als Filmkomponist bekannt. Sein breitgefächertes kompositorisches Schaffen umfasst darüber hinaus Kammermusik, Oper, geistliche Musik, symphonische Werke und Jazz. Ein Werkeverzeichnis mit derzeit 986 Einträgen findet sich auf der offiziellen Internetpräsenz (siehe Weblinks). Das Archiv ist bis heute noch nicht vollständig erfasst. Darüber hinaus hinterließ er hunderte von Tonbändern mit Filmmusiken – von ganzen Musikstücken über fragmentarische Musikelemente bis hin zu Effekten, die inzwischen großteils digitalisiert wurden. Einige seiner bekanntesten Kompositionen sind die Titelmelodie für Die Sendung mit der Maus und die Filmmusiken für die Fernseh-Vierteiler Der Seewolf, 1971 und Zwei Jahre Ferien, 1974.

## Leben
Hans Posegga wurde am 31. Januar 1917 als viertes Kind einer Beamtenfamilie in Berlin geboren. Sein Vater war Sohn eines ostpreußischen Bauern. Zuhause wurde viel musiziert und schon früh begann er mit dem Klavier- und Geigenunterricht, lernte bei seinen älteren Schwestern Gretel und Marie, sowie bei verschiedenen ortsansässigen Musiklehrern. Mit 17 Jahren ging er nach Dortmund und erhielt dort Unterricht als Pianist bei Heinz Schüngeler und wurde auch am dortigen Theater als Jungdirigent eingesetzt.
Der Zweite Weltkrieg bereitete seiner Ausbildung zunächst ein Ende. Als er in Paris mit einem Luftwaffencorps stationiert war, gelang es ihm und seinem Freund Eduard Drolc (später Berliner Philharmoniker und Gründer des gleichnamigen Quartetts „Drolc Quartett“) jedoch, Unterricht bei Jacques Thibaud und Alfred Cortot zu nehmen. Hans Posegga studierte bei ihnen in Paris und lernte die Impressionisten der französischen Musik kennen.
Als Lehrer am Trapp-Konservatorium in München konnte er nach dem Krieg in der Musikwelt wieder Fuß fassen und traf auch bald auf die Gruppe des „jungen deutschen Films“ – die Brüder Peter und Ulrich Schamoni, Boris Marangosoff, Wolfgang Urchs (Zeichentrickfilme), Ferdinand Khittl, Raimond Ruehl und viele andere. Seine Unterrichtstätigkeit gab er später zugunsten einer Existenz als freier Komponist auf.
Im Schwabing der 1950er und 1960er Jahre traf man sich im Lokal „Meine Schwester und ich“ und auf der Leopoldstraße im Hahnhof, betrachtete die Bilder des Filmstreifens gegen das Tageslicht und vereinbarte die dazugehörige Musik. Es – Regisseur Ulrich Schamoni – war der erste große Spielfilm, dann folgte „Schonzeit für Füchse“ – Regisseur Peter Schamoni – für den Hans Posegga 1966 das „Filmband in Gold“ bei der Berlinale erhielt. In Ulrich Schamonis Film Alle Jahre wieder ist er 1967 auch als Schauspieler zu sehen und schrieb auch für diesen Film die Musik.
In den 1960er-Jahren erhielt er bei vielen Dokumentar- oder Kurzfilmfestival Musikpreise. Als Gründungsmitglied von DOC 59 war er Mitunterzeichner des Oberhausener Manifestes.
In diesen Jahren begann auch eine lebenslange künstlerische Zusammenarbeit mit dem Westdeutschen Rundfunk. In diesen Anfangsjahren des Fernsehens wurden die Filme – meist Kinderprogramme unter der Leitung des Redakteurs Gert K. Müntefering – im Studio gedreht und die Musik während der Aufnahmen direkt auf die Tonspur bei den Dreharbeiten aufgenommen. So entstanden die Sendereihen „Ratereisen auf dem Dachboden“ und „Kaspar und René“ mit Peter René Körner, der viele der von Hans Posegga komponierten Kinderlieder interpretierte, und die Titelmelodie zu der „Sendung mit der Maus“, die seit 1971 diese Sendung eröffnet.
In den 1970er-Jahren wurde Posegga vom Produzenten Walter Ulbrich zur Vertonung verschiedener Abenteuervierteiler verpflichtet, die vom Sender ZDF in internationaler Koproduktion hergestellt wurden. Es entstanden dabei Musiken zu „Der Seewolf“, „Cagliostro“, „Zwei Jahre Ferien“, „Lockruf des Goldes“ und „Tödliches Geheimnis - Die Abenteuer des Caleb Williams“. Auch nach Paris zum Radio diffusion française wurde er wieder zu Aufnahmen gerufen.
1958 erteilte ihm der Bayerische Rundfunk einen Auftrag für ein „Klavierkonzert mit großem Orchester“, das unter der Leitung des Dirigenten Rudolf Alberth uraufgeführt, 1986 neubearbeitet und mit dem Solisten Kurt Wolf im April 1987 in Berchtesgaden erneut aufgeführt wurde.
In den letzten 20 Jahren seines Lebens kam er wieder zurück auf seine ursprüngliche Berufung als Komponist autonomer Musik und schrieb zahlreiche Instrumentalwerke, zwei große Oratorien („Des Lebens Wagen“ und „Christ und Antichrist“) sowie mehrere Bühnenstücke. Bei seinem Tod am 19. Mai 2002 lagen auf seinem Klavier noch die Konzepte für ein „Konzert für Bandoneon und großes Orchester“, von dem noch der dritte Satz fehlt, und eine Klavierschule mit zahlreichen fertigen Piecen. Auch das Cellokonzert wartete auf die Instrumentierung.
Hans Posegga starb am 19. Mai 2002 nach kurzer Krankheit in Wien. Seine letzte Ruhestätte befindet sich auf dem Ortsfriedhof von Berg am Starnberger See.

## Filmmusik
- 1957: Kepler und sein Werk (Regie: Rudolf Stölting)
- 1961: Brutalität in Stein (Regie: Alexander Kluge, Peter Schamoni)
- 1961: Die Kreuzspinne (Regie und Kamera: Eugen Schuhmacher)
- 1961: Pamphylos, der Mann mit dem Autotick (Regie: Christian W. Rischert, Friedrich Streich)
- 1961: Kahl (Dokumentar-Kurzfilm: Regie: Haro Senft)
- 1962: Die Parallelstraße (Regie: Ferdinand Khittl)
- 1962: Hütet eure Töchter!
- 1963: Magnet Großstadt (Regie: Eberhard Hauff)
- 1965: Auf die Einstellung kommt es an (Regie: Eberhard Hauff)
- 1965: Es (Regie: Ulrich Schamoni)
- 1965: Schonzeit für Füchse (Regie: Peter Schamoni)
- 1966: Die widerrechtliche Ausübung der Astronomie (Regie: Peter Schamoni)
- 1967: Alle Jahre wieder  (Regie: Ulrich Schamoni)
- 1968: Mijnheer hat lauter Töchter (TV-Film, Regie: Volker Vogeler)
- 1968: Zuckerbrot und Peitsche
- 1969: Lockende Wildnis (Regie und Kamera: Heinz Sielmann)
- 1969: Der verlogene Akt
- 1971: Der Seewolf (TV-Serie)
- 1974: Zwei Jahre Ferien – ZDF-Fernsehserie (Regie: Serge Nicola, Gilles Grangier)
- 1975: Lockruf des Goldes – Abenteuervierteiler (Regie: Wolfgang Staudte, Serge Nicola)
- 1976: Zwickelbach & Co. (TV-Serie)
- 1977: Das höfliche Alptraumkrokodil (Regie: Frank Strecker)
- 1977: Hitler – Eine Karriere
- 1978: Caribia – Ein Filmrausch in Stereophonie (Regie: Arthur Maria Rabenalt)
- 1980: Tödliches Geheimnis (TV-Vierteiler)
- 1985: Plötzlich und unerwartet (TV-Film, Regie:Thomas Engel)
- 1986: Caspar David Friedrich – Grenzen der Zeit (Regie: Peter Schamoni)
- 1987: Jokehnen – Oder Wie lange fährt man von Ostpreußen nach Deutschland?
- 1988: Nosferatu – Eine Symphonie des Grauens, neue Musikfassung für den Stummfilm von Friedrich Wilhelm Murnau aus dem Jahr 1922